# Gæti eins verið...
Gæti eins verið ... ist das vierte Musikalbum der isländischen Rockband Þursaflokkurinn. Erstmals lässt sich hier ein sehr deutlicher Stilwechsel vom Progressive Rock zu einfachem, kommerziellen New Wave / Rock bemerken, der die musikalische Zielgruppe der Band schlagartig änderte. „Gæti eins verið ...“ (oder Gaeti eins verid ..., wie es vereinfacht geschrieben wird) gelangte wie das erste Album der Band direkt im Veröffentlichungsjahr auf Platz 1 der Albumhitparade Islands.

## Überblick
Die Musik auf Gæti eins verið... ist deutlich direkter und auch düsterer als die anderen Alben der Band. Hauptsächlich lässt sich das auf den Ausstieg von Fagottist Rúnar Vilbergsson und Hammondorganist Karl Sighvattson sowie die Hinzunahme von den damals modernen Keyboards zurückführen.
Direkt das erste Lied, Pínulítill karl, das den anderen Songs auf dem Album sehr ähnelt, klingt mit seinem funkigen Rhythmus eindeutig nach Musik der 1980er Jahre, wobei die Akustikgitarre auch hier noch zum Tragen kommt.
Gegnum holt og hæðir war 1980 in einer etwas abgewandelten Form bereits Soundtrack des Musicals „Grettir“, bei dem die Band für den Soundtrack mitverantwortlich war.
Das letzte Lied der CD, Ranimosk, das zugleich das bis Februar 2008 letzte veröffentlichte Musikstück der Gruppe war, knüpft mit seiner Länge und dem sanft marschierenden Rhythmus als einziges Lied des Albums an die Frühphase der Band an.

## Wiederveröffentlichungen
Die 1982 erschienene LP wurde Anfang der 1990er Jahre ebenso als CD herausgebracht und befindet sich auch in der 2008 erschienenen Jubiläums-Box Þursar, auf deren Bonus-CD Ókomin forneskjan auch zahlreiche Demos und Liveversionen mancher hier enthaltenen
Songs zu hören sind.

## Die Trackliste
1. Pínulítill karl   (3:53)
2. Gegnum holt og hæðir   (3:33)
3. Nú er heima!   (3:27)
4. Sérfræðingar segja...   (3:41)
5. Gibbon (Hylobates)   (5:23)
6. Fyrst var ekkert    (4:59)
7. Þögull eins og meirihluttin   (3:20)
8. Vill einhver elska...?   (4:25)
9. Ranimosk   (5:53)